# Krämerbrücke
The Krämerbrücke (tysk: Kræmmerbro) er en middelalderlig buebro i byen Erfurt, Thüringen i det centrale Tyskland. Den er bebygget med bindingsværkshuse og butikker på begge sider af den brostensbelagte vej over broen. Det er en af de få tilbageværende broer i verden, som har beboede bygninger på. Den har været kontinuerligt beboet i over 500 år, hvilket er længere tid end nogen ande bro i Europa.
Stenbroen er opført i 1325, og er den ældste sekulære bygning i Erfurt. Den er bygget over Breitstrom, der er en af floden Geras bifloder, og dne forbinder de to pladser Benediktsplatz og Wenigemarkt.